# Noord-Thürings voetbalkampioenschap 1915/16
In 1915/16 werd het zesde voetbalkampioenschap van Noord-Thüringen gespeeld, dat georganiseerd werd door de Midden-Duitse voetbalbond. 
Door het uitbreken van de Eerste Wereldoorlog vond er vorig jaar geen reguliere competitie plaats. Wel waren er vriendschappelijke wedstrijden, waaraan SC Erfurt, SV 01 Gotha, SpVgg Erfurt, Borussia Erfurt, Saxonia Erfurt, MTV 1897 Erfurt en VfB Erfurt (nieuwe naam voor Britannia Erfurt) deelnamen. SV 01 Gotha, dat voorheen in deze competitie speelde wisselde nu naar de Wartburgse competitie. 
Omdat de competitie nog niet ten einde was toen de Midden-Duitse eindronde begon op 14 mei werd SpVgg na een 2-1 zege op Erfurter SC afgevaardigd. De club verloor meteen van FC Wacker Gotha en werd later ook de uiteindelijke kampioen van Noord-Thüringen. 
Na afloop van de competitie werd er ook een wedstrijd gespeeld om de Eisernen Pokal, een bekerwedstrijd tussen de twee eerste uit het noordklassement. Ook hier zegevierde SpVgg Erfurt. 

## 1. Klasse

### Groep Noord
| Plaats | Club                               | Wed. | W  | G | V  | Saldo | Ptn.  |
| ------ | ---------------------------------- | ---- | -- | - | -- | ----- | ----- |
| 1.     | SpVgg Erfurt                       | 12   | 11 | 0 | 1  | 47:14 | 22:02 |
| 2.     | Erfurter SC 1895                   | 12   | 10 | 1 | 1  | 39:08 | 21:03 |
| 3.     | FC Borussia Erfurt                 | 12   | 6  | 2 | 4  | 32:20 | 14:10 |
| 4.     | VfB 1904 Erfurt                    | 12   | 6  | 1 | 5  | 45:28 | 13:11 |
| 5.     | FC Saxonia Erfurt                  | 12   | 3  | 0 | 9  | 19:23 | 06:18 |
| 6.     | Sp. Abt. des MTV 1897 Erfurt       | 12   | 2  | 0 | 10 | 06:50 | 04:20 |
| 7.     | Sp. Abt. der Erfurter Turnerschaft | 12   | 2  | 0 | 10 | 05:50 | 04:20 |

|  | Geplaatst voor finale |
|  | Degradatie            |

### Groep Zuid
| Plaats | Club                    | Wed.           | W              | G              | V              | Saldo          | Ptn.           |
| ------ | ----------------------- | -------------- | -------------- | -------------- | -------------- | -------------- | -------------- |
| 1.     | SV Hohenzollern Ilmenau |                |                |                |                |                |                |
|        | FV Germania Ilmenau     | Teruggetrokken | Teruggetrokken | Teruggetrokken | Teruggetrokken | Teruggetrokken | Teruggetrokken |
|        | Oehrenstocker SC        | Teruggetrokken | Teruggetrokken | Teruggetrokken | Teruggetrokken | Teruggetrokken | Teruggetrokken |

Zowel Germania Ilmenau als Oehrenstocker trokken zich terug, waardoor Hohenzollern Ilmenau zich zonder te spelen plaatste voor de finale. Voor het volgende seizoen werd de zuidgroep gedegradeerd tot tweede klasse. 

### Finale
|              |                 |       |                         |                        |
| 25 juni 1916 | SpVgg 02 Erfurt | 5 – 0 | SV Hohenzollern Ilmenau | Borussia-Platz, Erfurt |
| 25 juni 1916 |                 |       |                         | Borussia-Platz, Erfurt |

## Eisernen Pokal
|             |                 |       |                  |        |
| 2 juli 1916 | SpVgg 02 Erfurt | 4 – 1 | Erfurter SC 1895 | Erfurt |
| 2 juli 1916 |                 |       |                  | Erfurt |